# Opération Pitting
Pendant l'évacuation d'Afghanistan et de l'offensive des talibans
L'opération Pitting est une opération militaire britannique visant à évacuer les ressortissants britanniques et les Afghans éligibles d'Afghanistan à la suite de l'offensive talibane de 2021. L'opération impliquait de plus de 1 000 militaires,,, incluant des soldats de 16e brigade d'assaut par air et s'est déroulé en même temps que les efforts d'évacuation de nombreux autres pays.
Plus de 15 000 personnes ont été transportées par avion en toute sécurité sur plus de 100 vols dans le cadre de la plus grande évacuation britannique depuis la Seconde Guerre mondiale et du plus grand pont aérien depuis le blocus de Berlin de 1948-1949. Parmi les personnes évacuées, 5 000 sont des ressortissants britanniques et 8 000 des Afghans, recherchés et persécutés par les talibans en raison de leur rôle en ayant collaboré avec les forces britanniques pendant l'opération Herrick  –  environ 2 200 enfants ont également été évacués, le plus jeune n'ayant qu'un jour.
L'évacuation met en œuvre les engagements pris par le gouvernement britannique dans le cadre de la politique de relocalisation et d'assistance afghane (Afghan Relocations and Assistance Policy, ARAP), qui a débuté en avril 2021. Au total, 10 000 Afghans éligibles ont été évacués dans le cadre de l'ARAP jusqu'à la fin de l'opération Pitting.
L'opération marqua la fin de la campagne militaire de 20 ans du Royaume-Uni en Afghanistan.